# 篠笛
篠笛（しのぶえ）は日本の木管楽器の一つ。
篠竹（雌竹）に歌口と指孔（手孔）を開け、漆ないしは合成樹脂を管の内面に塗った簡素な構造の横笛である。伝統芸能では略して「笛」や「竹笛」と呼ばれることも多い。尺八やフルートと同じく「エアリード楽器」に分類される。音域はフルートの3オクターブに対し、篠笛は2オクターブ半ほどである。
なお本項で西洋音楽での音名に言及する場合は英米式（ドイツのHをB、ドイツのBをBb）で表記する。音名・階名表記を参照のこと。

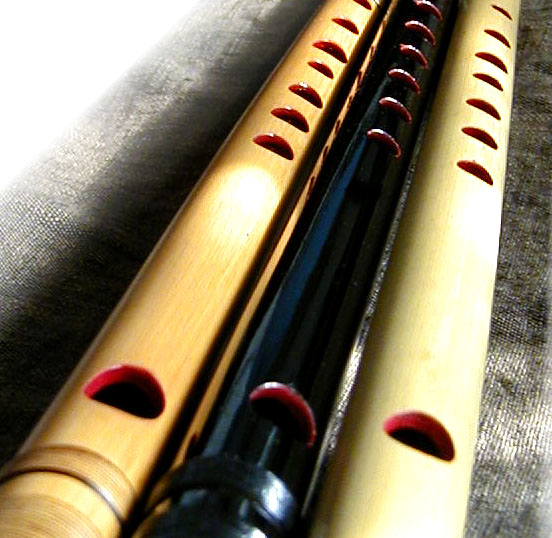
写真1：篠笛を歌口（手前の孔）から撮影。奥の孔が指孔。天地巻き・拭き漆（左）、黒塗り（中）、素竹（右）

## 概要
「篠笛」は、竹の割れ止めに藤を巻いて漆を塗る以外ほとんど装飾することなく、竹そのものといった簡素な姿をしている。これは「篠笛」が庶民階級の間で愛好されてきたことが大きな理由であろう。貴族や武家など上流階級が用いた「龍笛」「能管」では、巻き・塗りなど手間のかかる装飾が施されていることが「篠笛」との大きな違いである。
「篠笛」は庶民の楽器であるため、外見（巻きの有無・多少・素材、塗りの程度・色）、指孔の数（「六孔」「七孔」）、長さ、調律の種類（バリエーション）が数多く、日本各地に多種多様な「笛」が存在する。

## 他の管楽器との比較
楽器として見た「篠笛」は横笛の一種であり、洋楽器のフルート属とよく似ている。音階や運指などに違いはあるが、原理的には「フルート」の管を竹にして「キー装置」を取り去り、音孔の数を人間の指の数に合わせ、押さえやすい長さにしたものと考えてよい。（写真2）

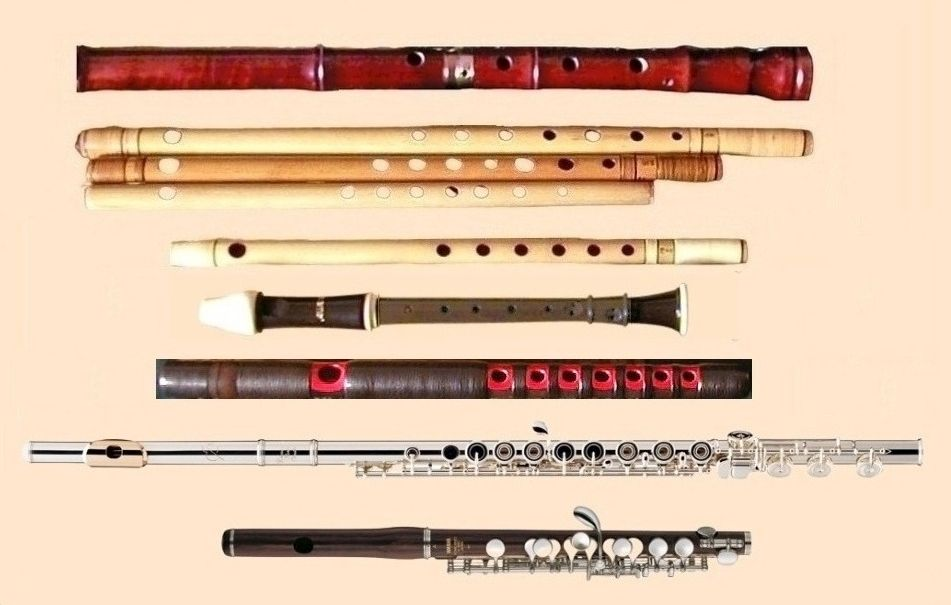
写真2：篠笛（中央）と、他の管楽器の比較

【写真2】上から尺八（一尺八寸、D、木管7孔）、七孔・唄用篠笛（上から三本調子G、六本調子Bb、八本調子C）、六孔・囃子用篠笛（六本調子）、ソプラノリコーダー（C）、能管、コンサートフルート（C）、ピッコロ（D）。カッコ内は最低音または基準音。唄用篠笛の基準音は最低音（筒音）ではなく、第一孔を開けた音である。
元来、西洋のフルートも篠笛のような素朴な姿をしていたが、近代的改良を経て現在のような金属製の管にキー装置を備えたものとなっている。
篠笛は、最も素朴な原形を残している横笛の一つであり、現代の楽器としても大変興味深い。
写真のとおり、篠笛はコンサートフルートとピッコロの中間の長さであり、音域もコンサートフルートとピッコロの間に位置するものが大半である。
Cを基準音とする八本調子唄用篠笛の歌口から第一孔までの長さと、C管リコーダーの発音部エッジから管端までの長さがほぼ等しい(28-29cm)。（「共鳴管の長さ」が等しいので、同じ高さの音が鳴る。）コンサートフルート（オクターブ下のCが基本音）の歌口から脚部管先端までの長さ(60cm前後)の約半分なので、コンサートフルートの1オクターブ上の音が鳴るのである。（共鳴管の長さが半分になると、1オクターブ上の音が鳴る。）
参考までに、ピッコロ（D）の共鳴管の長さは約26.5cmであり、尺八（一尺八寸、D）の共鳴管の長さ（約54cm）の半分に近い。この関係も興味深いところである。なお、尺八は縦笛であるから、共鳴管の長さは管の上端（正確には歌口の鋭いエッジ）から下端（管尻）までと考える。

## 歴史
これらは現在多く用いられている篠笛の指孔の数は「六孔」「七孔」の2種類で、先祖といわれる「龍笛」は「七孔」であるが、「7穴の篠笛」と「龍笛」の基本音階・内部構造は異なっており、龍笛の装飾を省いたものがそのまま七孔篠笛に変化したとは考えにくい。
歴史学資料としては奈良・正倉院に伝わっている横笛や、宮城県名取市「清水遺跡」（9世紀ごろ、平安時代）、福島県玉川村「江平遺跡」（8世紀ごろ、奈良時代）から発掘された横笛についても研究されているが、音階・構造はそれぞれ少しずつ異なっており、日本の横笛の歴史について統一した見解は得られていない。
後述する唄用篠笛は五代目及び六代目の福原百之助が大正から昭和の初期にかけて開発したもので、「篠笛」という名もその頃五代目福原百之助がつけたものである。

## 用途

### 祭礼音楽
日本で一般的に「お祭の笛」といえば、「篠笛」を意味することが多い。(地域によっては「龍笛」「能管」「神楽笛」その他独自の笛を用いる場合もある。)
和太鼓や鉦などの打楽器と共に用いられ、「祭囃子」「神楽」「獅子舞」の「主旋律」(メロディー)を担当する。旋律といっても、祭囃子用の篠笛は演奏と作成の容易さを優先して指孔が等間隔に開けられているものが多く、邦楽の音階にも洋楽の音階にも当てはまらない。平均律とは異なる微分音を含む音階になる。

### 民謡
民謡や民舞の伴奏には一般に三味線が用いられるが、さらに華やかにするために篠笛・尺八・胡弓・打楽器等を加えて演奏されることも多い。歌いやすさを優先し、三味線・篠笛・尺八は、歌い手の声域に合わせて基準音を変えることが一般に行われる。三味線・胡弓の場合は弦の張力を調節すれば良いが、篠笛・尺八の場合は楽器自体では調節できないので、長さの異なる笛（竹）を数種類用意しておき、持ち替える。

### 舞台音楽
歌舞伎・文楽・日本舞踊等、江戸時代に盛んになった伝統芸能、特に庶民階級を対象にして劇場や屋外の舞台で演じられたものには、「浄瑠璃」（じょうるり）のような「語り」あるいは「唄」と三味線によって、旋律と緩急がはっきりした大衆的な音楽をつけることが一般的であった。本格的な劇場・舞台では、それに「笛(能管・篠笛)」「小鼓」「大鼓」「締太鼓」を加えることが多く、この4種を「お囃子」（邦楽囃子、長唄囃子）と呼ぶ。民謡と同じく、語り手・歌い手の声域にあわせて三味線の調弦を変えるのが一般的である。従って、篠笛は長さが異なるものを何種類も用意しておき、転調の際には曲の途中で持ち替えることもある。
「三味線音楽」の多くの種目はこういった舞台音楽である(地歌など舞台に直接関係しない三味線音楽もある)。単なる伴奏(BGM)ではなく、台詞と解説を含む点が特徴的であり、台詞は語り手（「太夫」たゆう）・唄い手に任されて役者や踊り手は一言も発しないという演目・曲も多い。「語りもの」（浄瑠璃）の代表例としては「義太夫節」「常磐津節」「清元節」等があり、一方「唄もの」の代表例が「長唄」である。（「語りもの」と「唄もの」の区別は明確でなく、「唄もの的な清元節」や「語りもの的な長唄」も作られている。）
特に歌舞伎においては、さらに「下座音楽」（げざおんがく）と呼ばれる演出音楽が発達し、三味線と「お囃子」（前述の4種の楽器）だけでなく、さらに大太鼓や鉦、銅鑼なども加えて演奏される。「お囃子」の4種と、追加された打楽器をまとめて「鳴物」(なりもの)と呼ぶことが多い。この「下座音楽」の演奏者は「黒御簾」(くろみす)という黒いスダレの後ろに隠れ、舞台の役者の様子を覗いながら演奏するので「黒御簾音楽」とも呼ばれる。

### お座敷・宴席
舞台音楽は民間にも広まり、演劇や舞踊なしで演奏される機会も多かった。そして民謡や祭囃子など、他の分野の音楽とも相互に影響を及ぼしあい、「お座敷」と呼ばれる宴席で披露するための小曲「小唄」「端唄」が生まれた。このような宴席音楽でも「お囃子」をつけて演奏される場合がある。地方芸妓の唄・三味線・お囃子で立方（舞踊担当の芸妓や舞妓・半玉）が舞い踊る華やかな料亭・遊廓は、庶民の人気を集めた。

### 現代
近年では「篠笛」による「独奏」「合奏」といった器楽曲も多く作られ、上記の分野以外の和楽器および洋楽器、他国の民族楽器との合奏も盛んに行われている。特に、和太鼓を用いた創作曲を演奏するグループにおいて、篠笛が盛んに用いられている。演歌の伴奏の一員として参加することも多い。

## 材料と製法
篠竹（雌竹）に歌口と指孔（手孔、指穴）を開け、藤で管を巻き、内面に漆を塗り管内を保護すると同時に鳴りをよくする。現在では藤の代わりにナイロン糸、漆の代わりに合成漆を用いることも多く、入門用の安価な全合成樹脂製（プラ管）篠笛も販売されている。一般的に、竹管は音色と演奏感に優れるが調律が安定せず、プラスチック・木・合竹は比較的調律が安定しているが、竹とは音色・演奏感が異なるとも言われている。
製作者によって指孔の大きさ・配置が少しずつ異なる。塗り・装飾も多種多様である。最も一般的なのが管の左右両端に藤（とう）を巻いた「天地巻き」と、巻きを略した「素竹」の2種で、さらに巻きの多い「総巻き」や、管全体を漆や塗料で塗った「塗り笛」などもある。

## 種類

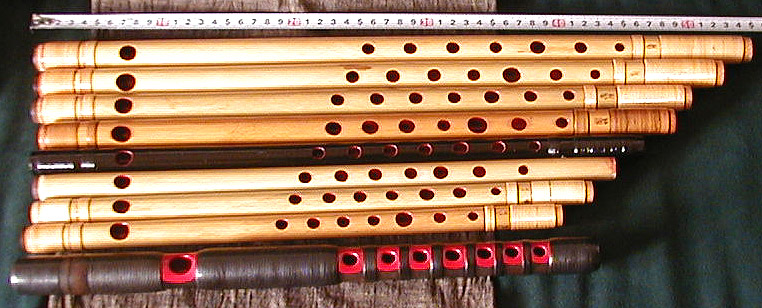
写真3：七孔・唄用篠笛（上）と能管（下）

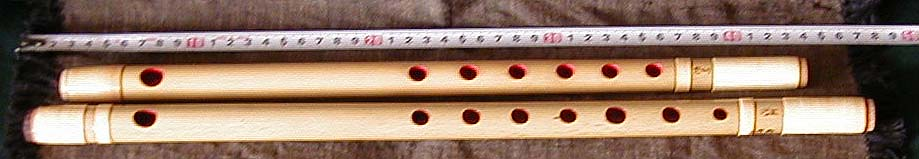
写真4：六孔・囃子用篠笛（上）と七孔・唄用篠笛（下）

篠笛は、指孔の個数と共鳴管の長さ（基本音の周波数）と用途、調律により分類される。指孔は歌口から一番遠いものを第一孔と呼ぶのが一般的である。
指孔（手孔）の個数による分類指孔の数は6または7であることが多い。前者を六孔（六穴）、後者を七孔（七穴）篠笛と呼ぶ。「みさと笛」などの改良篠笛には指孔の数を増減したものもあるが、そのような改良篠笛については、製作者や商標名で分類したほうが良いであろう。
基本音による分類「何本調子」という呼び方で基本音/基準音（七孔の場合、第一孔を開放した音）を指定する。指孔すべてを閉じて出す最低音（「筒音」、つつね）は竹と製作者による差が大きいため、基本音とは見なされておらず、楽曲で用いることもまれである。「何本調子」の数が一本小さくなると、基本音が半音低くなり、管はその分長くなる。八本調子がおよそC管、七本調子がB管、六本調子がBb管である。「六本半」のように、洋楽の半音のさらに半分刻みの調律のものも用いられることがある。「一本調子（低F）」から「十三本調子（高F）」までが一般に使用されているが、さらに低音の笛もまれに見られる。「何本調子」の表記に「笨」の字を用いる流派もある（なお、三味線音楽、箏曲・三曲、琵琶においても「何本調子」で基本音を定める慣習があるが、分野によって実際の音の高さは異なっているので注意が必要である）。
【写真3】七孔・唄用篠笛（上）と能管（下）。唄用篠笛は上から三本調子(G、天地巻き)、四本調子(Ab)、五本調子(A)、六本調子(Bb)、七本調子(B、黒塗り)、八本調子(C、素竹)、九本調子(Db)、十本調子(D)。
用途、調律による分類祭囃子、神楽、獅子舞等、各地の祭礼に古来用いられてきた篠笛を便宜的に「囃子用」「古典調」と呼ぶ。「囃子用」篠笛は同一径の指孔がほぼ等間隔で並んでおり演奏しやすいが、音階に調律されていないため、三味線等の音階がはっきりした楽器とは合わせにくい。そこで昭和初期に、指孔の位置と大きさを工夫し、邦楽（伝統音楽）の唄物（民謡、長唄等）に合わせやすい「唄用」篠笛が開発された。第三孔を大きくし、幾分歌口に近付け、第一孔を逆に幾分小さくした結果、「唄用」篠笛の音階は、第一孔を開放した音を移動ドにおける「ド」とすると、第一孔と第二孔を開放した音が「レ」、第三孔までを開放した音が「ミ」に近く、以降孔を開放する毎にファ、ソ、ラ、シに近い音になる。西洋楽器との合奏が増えるにつれ、これを更に平均律に近付けた「ドレミ調」篠笛、「みさと笛」（商標）等の「改良型篠笛」も開発されている。改良型篠笛の名称は製作者によって多種多様である。西洋音階の演奏に便利な小穴を追加している製作者もある。
【写真4】六孔・囃子用篠笛（上）と七孔・唄用篠笛（下）。どちらも「六本調子」であるが、調律は異なる。第三孔（右から3つめの指孔）が他の孔より大きいのが「唄用」篠笛の特徴である。
現在、一般的に用いられている篠笛は「囃子用・六孔」「囃子用・七孔」「唄用・七孔」「ドレミ調/みさと笛・七孔/六孔」が大部分である。

## 音域
篠笛の音域は2オクターブ半程度である。全ての指孔を塞いで出す「最低音」を「筒音」と呼び、「唄用・七孔」篠笛では基本音に対し短三度程度低い音になるのが一般的であるが、製作者・地域によって異なる。基本音からの一オクターブ（低音域）を「呂音（りょおん）」、そのオクターブ上（中音域）を「甲音（かんおん）」、更にオクターブ上の高音域を「大甲（だいかん）音」と呼ぶ。それぞれ音色が異なる。
「筒音」および「呂音」は竹らしく暖かみのある柔らかい音色で、尺八との共通点も感じられる音域である。伝統音楽では叙情的な唄もの音楽（民謡、長唄等）や歌舞伎・文楽（人形浄瑠璃）等の芝居・舞踊を引き立てる役割として用いられる。
「甲音」は一転して澄んだ美しい音色となる。最も「篠笛らしい」音域と言ってよいだろう。「呂音」同様に唄もの・芝居・舞踊の引き立て役として多用されるし、また祭囃子・神楽等の祭礼音楽でも「大甲」と合わせて大変好まれる音域である。
「大甲」は非常に「甲高い」鋭い音で、遠くまで聞こえる派手な大音量である。祭囃子・神楽等の祭礼を盛り上げるのに欠かせない。日本のお祭を象徴する音の一つであろう。
篠笛は「移調楽器」であり、実際に出る音（実音）は管の長さによって異なる。
「何本調子」の数字の大小が基本音（「移動ド」の「ド」）の高低を表す。最も多く用いられる管長の範囲において、各音域の実音の一覧を示す。なお、この表は囃子用（古典調）篠笛には適用できない。
| ○本調子         | 筒音 | 呂音   | 甲音   | 大甲    |
| --------------- | ---- | ------ | ------ | ------- |
| 三本調子(G)     | E4   | G4-F#5 | G5-F#6 | G6-D7   |
| 四本調子(G#=Ab) | F4   | Ab4-G5 | Ab5-G6 | Ab6-Eb7 |
| 五本調子(A)     | F#4  | A4-G#5 | A5-G#6 | A6-E7   |
| 六本調子(A#=Bb) | G4   | Bb4-A5 | Bb5-A6 | Bb6-F7  |
| 七本調子(B)     | G#4  | B4-A#5 | B5-A#6 | B6-F#7  |
| 八本調子(C)     | A4   | C5-B5  | C6-B6  | C7-G7   |
| 九本調子(C#=Db) | Bb4  | Db5-C6 | Db5-C6 | Db7-Ab7 |
| 十本調子(D)     | B4   | D5-C#6 | D6-C#7 | D7-A7   |

「筒音」は基本音とは見なされず、製作者によって異なるので改めて注意されたい。なお、「大甲」音域で上記より高い音への拡張も試みられている。

## 奏法
篠笛の伝統的奏法を他国の横笛と比較するにおいて最も特徴的なのは、タンギングを行わないことである。そのかわり、同音連続の際は極短時間指孔を開閉操作して「音を打つ」（音を区切る）。例：下記『螢の光』で「ほたるの」の「五」の音の連続等。これは「打ち指」と呼ばれる伝統的演奏技法であり、祭囃子・神楽・獅子舞等の祭礼音楽において特に多用される。祭り笛の音は俗に「ぴーひゃらら」と擬音で表現されるが、「ひゃらら」の部分が「打ち指」技法の特色をよく表している。
基本運指以外の「半音」を出す際には、複雑な指使い（「クロスフィンガリング」）をあまり用いず、指孔の半開や息と歌口の角度（アンブシュア）を微妙に調整して音程を上げ下げする方法のほうが好まれる。音程を下げることを「メリ」、微妙に音程を上げることを「カリ」と呼ぶ（「尺八」の奏法も参照されたい）。西洋音楽でいう微分音に相当する音を用いることも極一般的である。
近年の新作曲では、西洋のフルートやピッコロ同様にタンギング、ビブラートも「現代奏法」として用いられることがあり、その他特殊奏法（ポルタメント、フラッタータンギング、グリッサンド、トリル等）も開拓されつつある。

## 楽譜
明治期にハーモニカの数字譜を手本として、数字による記譜が福原流長唄囃子で行われるようになり、他の流派・分野にも広がった。記譜法は流派により異なる。福原流では楽譜は縦書きで、音程は数字（呂音＝低音は漢数字、甲音＝中高音はアラビア数字）で表し、リズム（拍子）は数字の横に縦線を引いたり音価を延ばすことを示す記号（数字の代わりに斜線を引く）を用いて表現する。ここでいう音程は、西洋音楽の音名ではなく、指と息の操作を指す。それにより基本音からの音程が決まる。つまり、西洋の管楽器で言えば移調楽器であり、「数字譜」もタブラチュアの一種である。近年では五線譜と横書き数字譜が併記されることも多く、この場合は数字譜は音程を簡略に記すのみで、リズム部分は五線譜に任せて省略する場合もある。
福原流の例
- 『ツキ』
- 『螢の光』

いずれの譜も1オクターブ上げて演奏することが可能であるが、音色と表情が大きく異なった曲になる。
一方、祭囃子など、祭礼音楽では口承と手真似による伝承が主で、楽譜の使用は一部地域に限られていたが、近年は数字譜・五線譜を補助的あるいは積極的に用いる地域も増えつつある。
なお、五線譜によって記譜する場合、通常は運指「一」の基本音＝「C」（移動ド）の移調楽器としてなるべく調号が少ない譜面で表すことが多いが、難解な新作曲の場合は誤解を避けるために実音表記が望ましい。